# Videle
Videle – miasto w Rumunii, w okręgu Teleorman. Liczy 12 tys. mieszkańców (2006).